# Death Race: Inferno
Pour les articles homonymes, voir Death Race et Inferno.
Série Death Race
Death Race 2
(2011) Death Race: Anarchy
(2018)
Pour plus de détails, voir Fiche technique et Distribution.
Death Race: Inferno ou Course à la mort 3 : L'enfer (Death Race 3: Inferno) est un film américano-germano-sud-africain réalisé par Roel Reiné, sorti directement en vidéo en 2013. Il est la suite directe de Death Race 2 (2011), lui-même préquelle de Course à la mort (2008). Il fait le lien entre Death Race 2 et Course à la mort.

## Synopsis
Sous le nom de Frankenstein, Carl Lucas est devenu le pilote superstar de la brutale prison privée Terminal Island. Cependant, le propriétaire de la cours à la mort, R. H. Weyland a été forcé d'en revendre les droits à Niles York, un milliardaire britannique. Ce dernier décide se relocaliser la course en Afrique du Sud, pour en faire la Transcontinental Death Race. Carl Lucas est alors plongé dans une compétition toute nouvelle pour lui, bien plus terrible que celles qu'il a connu. Mais il ne lui reste plus qu'une seule course à remporter pour recouvrer sa liberté. Face à des adversaires redoutables et impitoyables, Lucas va tenter de survivre dans un univers encore plus hostile, le désert du Kalahari.

## Fiche technique
Sauf indication contraire, les informations mentionnées dans cette section peuvent être confirmées par la base de données cinématographiques IMDb,  présente dans la section « Liens externes ».
- Titre français : Death Race: Inferno
- Titre québécois : Course à la mort 3 : L'enfer
- Titre original : Death Race 3: Inferno
- Titre de travail : Death Race 3
- Réalisation : Roel Reiné
- Scénario : Tony Giglio, d'après une histoire et certains personnages créés par Paul W. S. Anderson
- Musique : Trevor Morris
- Photographie : Roel Reiné et Wayne Shields
- Montage : Michael Trent
- Production : Paul W. S. Anderson, Jeremy Bolt et Mike Elliott

Coproducteurs : Genevieve Hofmeyr et Marvin Saven
Producteur associé : Greg Holstein
- Sociétés de production : Moonlighting Films, Universal Pictures Germany et Capital Arts Entertainment
- Distribution : Universal Studios Home Entertainment
- Genre : action, thriller, science-fiction post-apocalyptique, road movie
- Dates de sortie[3] : 
  - États-Unis : 20 janvier 2013
  - France : 23 mars 2013 (vidéo)
- Film déconseillé aux moins de 12 ans à la télévision[Où ?]

## Distribution
- Luke Goss (VF : Xavier Béja ; VQ : Daniel Picard) : Carl « Luke » Lucas / Frankenstein
- Ving Rhames (VF : Saïd Amadis ; VQ : Stéphane Rivard) : Weyland
- Danny Trejo (VQ : Benoit Rousseau) : Goldberg
- Dougray Scott (VF : Guillaume Orsat ; VQ : Sylvain Hétu) : Niles York / Frankenstein
- Frederick Koehler (VQ : Gabriel Lessard) : Lists
- Tanit Phoenix (VF : Hélène Bizot ; VQ : Camille Cyr-Desmarais) : Katrina Banks
- Robin Shou (VF : Sam Salhi ; VQ : Gilbert Lachance) : 14k
- Bart Fouche (VQ : Manuel Tadros) : Razor
- Jeremy Crutchley (VQ : Marc Bellier) : Psycho
- Langley Kirkwood (en) (VQ : Daniel Roy) : Dr. Klein
- Roxane Hayward : Prudence
- Charlbi Dean : Calimity J
- Brandon Livanos : Beau garçon (non crédité)

Sources : VF et VQ

## Production
Le tournage a lieu en Afrique du Sud.

## Accueil
Sur l'agrégateur américain Rotten Tomatoes, il récolte 50% d'opinions favorables pour 6 critiques et une note moyenne de 5,09⁄10.
Sur le site à voir/à lire, on peut notamment lire « Il faut bien avouer que l’exotisme du lieu n’apporte pas l’intérêt escompté (on reste très loin de l’ambiance post-apo désertique d’un Mad Max 2) malgré quelques plans d’une beauté évidente. L’idée des milices armées qui attaquent les participants ajoute un peu de piment à la course mais par contre les passages dans les bidonvilles demeurent ratés et répétitifs. (...) La réalisation peine à apporter beaucoup de tension et un spectacle intense, la faute à un montage souvent brouillon. Les checkpoints d’activation des armes ne sont également pas bien mis en avant. Pour ce qui est de l’interprétation, Luke Goss manque un peu de charisme pour incarner le héros de cette histoire tant son jeu demeure trop souvent monolithique ». Sur le site StrangeMovies, on peut lire « Si Death Race : Inferno parvient à relancer la machine en témoignant d’un certain renouveau, le métrage de Roel Reiné ne se profile pas davantage en métrage particulièrement engagé. Jouant au maximum sur la carte du produit vidéo, le tout creuse néanmoins de manière plus significative dans le mauvais goût volontaire et la provocation gratuite. Un choix heureux, Death Race 3 : Inferno s’avérant ultra-jouissif ».